# Morti nel 2000/Ottobre
| Questa pagina contiene informazioni ricavate automaticamente dalle voci biografiche con l'ausilio del template Bio e di un bot. L'aggiornamento è periodico e automatico e ricostruisce completamente la pagina. Se manca una persona in questa lista, sei pregato di non aggiungerla, ma accertati piuttosto che la sua voce biografica contenga il template Bio e che i dati anagrafici siano correttamente compilati. Se il template Bio manca, inseriscilo tu stesso o, in alternativa, metti l'avviso {{tmp\|Bio}} che ne segnala la mancanza. Se i dati riportati sono sbagliati, correggi direttamente la voce biografica; le modifiche saranno visibili in questa lista entro pochi giorni. Per chiarimenti vedi il progetto biografie. La lista contiene solo le 125 persone che sono citate nell'enciclopedia e per le quali è stato implementato correttamente il template Bio. Pagina aggiornata al 10 ago 2025. |

- 1º ottobre - René Coicaud, schermidore francese (n. 1927)
- 1º ottobre - Gemelli Kray, mafioso britannico (n. 1933)
- 1º ottobre - Gastone Lottieri, direttore di banda italiano (n. 1926)
- 2 ottobre - Giovanni Maria Angioy, politico italiano (n. 1909)
- 2 ottobre - Richard Liberty, attore statunitense (n. 1932)
- 2 ottobre - Elek Schwartz, allenatore di calcio e calciatore rumeno (n. 1908)
- 3 ottobre - Wojciech Has, regista e sceneggiatore polacco (n. 1925)
- 3 ottobre - Domenico Laudicina, politico italiano (n. 1913)
- 3 ottobre - Francesco Leoni, fotografo italiano (n. 1925)
- 3 ottobre - Benjamin Orr, bassista e cantante statunitense (n. 1947)
- 4 ottobre - Rhadi Ben Abdesselam, maratoneta e mezzofondista marocchino (n. 1929)
- 4 ottobre - Aleksej Ivanovič Kandinskij, musicologo russo (n. 1918)
- 4 ottobre - Egano Righi-Lambertini, cardinale e arcivescovo cattolico italiano (n. 1906)
- 4 ottobre - Michael Smith, chimico inglese (n. 1932)
- 5 ottobre - Leopold Barschandt, calciatore austriaco (n. 1925)
- 5 ottobre - Arturo Catalano Gonzaga, militare italiano (n. 1921)
- 5 ottobre - Domenico Gaudio, politico italiano (n. 1916)
- 5 ottobre - Cătălin Hîldan, calciatore rumeno (n. 1976)
- 5 ottobre - Johanna Döbereiner, agronoma e batteriologa cecoslovacca (n. 1924)
- 5 ottobre - Renato Lucchi, allenatore di calcio e calciatore italiano (n. 1921)
- 5 ottobre - Tofiq Quliyev, compositore, pianista e direttore d'orchestra azero (n. 1917)
- 5 ottobre - Keith Roberts, scrittore britannico (n. 1935)
- 5 ottobre - Sidney Yates, politico statunitense (n. 1909)
- 6 ottobre - Silvano Avanzini, pittore, scenografo e scultore italiano (n. 1925)
- 6 ottobre - José Cabanis, romanziere, saggista e storico francese (n. 1922)
- 6 ottobre - Richard Farnsworth, attore e stuntman statunitense (n. 1920)
- 6 ottobre - John Keller, cestista statunitense (n. 1928)
- 6 ottobre - Per-Olov Löwdin, chimico e fisico svedese (n. 1916)
- 6 ottobre - Vadim Pavlenko, calciatore sovietico (n. 1955)
- 7 ottobre - Walter Krupinski, generale e aviatore tedesco (n. 1920)
- 7 ottobre - Rosario Rubbettino, editore italiano (n. 1941)
- 7 ottobre - Vittorio Sardelli, calciatore italiano (n. 1918)
- 8 ottobre - Anselmo Aramberri, calciatore spagnolo (n. 1921)
- 8 ottobre - Virginio Canavesio, arbitro di calcio italiano (n. 1908)
- 8 ottobre - Heinz Kucharski, antifascista tedesco (n. 1919)
- 8 ottobre - Vsevolod Dmitrievič Larionov, attore russo (n. 1928)
- 8 ottobre - Francesco Pennisi, compositore italiano (n. 1934)
- 9 ottobre - Clarence Brannum, cestista statunitense (n. 1926)
- 9 ottobre - David Dukes, attore statunitense (n. 1945)
- 9 ottobre - Lajos Kocsis, calciatore ungherese (n. 1947)
- 10 ottobre - Sirimavo Bandaranaike, politica cingalese (n. 1916)
- 10 ottobre - Hélène Bessette, scrittrice francese (n. 1918)
- 10 ottobre - Ferenc Farkas, compositore ungherese (n. 1905)
- 10 ottobre - Charles Hartshorne, filosofo statunitense (n. 1897)
- 10 ottobre - Dick Klein, cestista e giocatore di baseball statunitense (n. 1920)
- 10 ottobre - Emile Kuri, scenografo messicano (n. 1907)
- 10 ottobre - Ambrogio Morelli, ciclista su strada e pistard italiano (n. 1905)
- 10 ottobre - Bruce Vento, politico statunitense (n. 1940)
- 11 ottobre - Donald Dewar, politico scozzese (n. 1937)
- 11 ottobre - Matija Ljubek, canoista jugoslavo (n. 1953)
- 11 ottobre - Pietro Palazzini, cardinale italiano (n. 1912)
- 12 ottobre - Gino Lo Russo Toma, tenore italiano (n. 1928)
- 13 ottobre - László Kovács, scacchista ungherese (n. 1938)
- 13 ottobre - Igino Lazzari, giornalista e critico musicale italiano (n. 1929)
- 13 ottobre - Jean Peters, attrice statunitense (n. 1926)
- 14 ottobre - Francesco Doccini, ciclista su strada italiano (n. 1914)
- 15 ottobre - Konrad Emil Bloch, biochimico tedesco (n. 1912)
- 15 ottobre - Tommaso Bordonaro, scrittore italiano (n. 1909)
- 15 ottobre - Vincent Canby, critico cinematografico e critico teatrale statunitense (n. 1924)
- 15 ottobre - Leo Marini, cantante e attore argentino (n. 1920)
- 15 ottobre - Ettore Paratore, latinista italiano (n. 1907)
- 15 ottobre - Rodolfo Sonego, sceneggiatore italiano (n. 1921)
- 16 ottobre - Mel Carnahan, politico e avvocato statunitense (n. 1934)
- 16 ottobre - Arturo Maria Guatelli, giornalista e politico italiano (n. 1934)
- 16 ottobre - Rick Jason, attore statunitense (n. 1923)
- 16 ottobre - Pierre-Michel Le Conte, direttore d'orchestra francese (n. 1921)
- 16 ottobre - Elvezio Ortali, calciatore italiano (n. 1914)
- 16 ottobre - Antonio Russo, giornalista italiano (n. 1960)
- 17 ottobre - Joachim Nielsen, musicista e paroliere norvegese (n. 1964)
- 17 ottobre - Leo Nomellini, giocatore di football americano e wrestler italiano (n. 1924)
- 17 ottobre - Alfredo Travia, calciatore italiano (n. 1924)
- 18 ottobre - Inga Gill, attrice svedese (n. 1925)
- 18 ottobre - Julie London, cantante e attrice statunitense (n. 1926)
- 18 ottobre - Guglielmo Negri, giurista italiano (n. 1926)
- 18 ottobre - Sergio Neri, pedagogista, insegnante e educatore italiano (n. 1937)
- 18 ottobre - Sidney Salkow, regista, sceneggiatore e drammaturgo statunitense (n. 1909)
- 18 ottobre - Gwen Verdon, attrice, cantante e ballerina statunitense (n. 1925)
- 19 ottobre - Donald L.M. Black, tennista rhodesiano (n. 1927)
- 19 ottobre - Kati Horna, fotografa ungherese (n. 1912)
- 19 ottobre - Antonio Maspes, pistard e dirigente sportivo italiano (n. 1932)
- 19 ottobre - Leopoldo Savona, regista e sceneggiatore italiano (n. 1913)
- 20 ottobre - Guillermo Barbadillo, calciatore peruviano (n. 1925)
- 20 ottobre - Fernando Muscat, cestista spagnolo (n. 1911)
- 20 ottobre - Paolo Tabanelli, calciatore e allenatore di calcio italiano (n. 1915)
- 21 ottobre - Gunnar Andresen, calciatore norvegese (n. 1923)
- 21 ottobre - Virgilio Lazzeroni, psicologo italiano (n. 1915)
- 21 ottobre - Alfonso Maria Liquori, chimico italiano (n. 1926)
- 21 ottobre - Colin Morris, allenatore di calcio inglese (n. 1952)
- 21 ottobre - Dirk Jan Struik, matematico olandese (n. 1894)
- 22 ottobre - Raffaello Consortini, scultore italiano (n. 1908)
- 23 ottobre - Hans Ertl, alpinista, regista e scrittore tedesco (n. 1908)
- 23 ottobre - Georg Hees, traduttore tedesco (n. 1920)
- 23 ottobre - Doug Millward, allenatore di calcio e calciatore inglese (n. 1931)
- 23 ottobre - Silvio Noto, attore, doppiatore e personaggio televisivo italiano (n. 1925)
- 23 ottobre - Giancarlo Susini, storico italiano (n. 1927)
- 23 ottobre - Nils Täpp, fondista svedese (n. 1917)
- 23 ottobre - Yokozuna, wrestler statunitense (n. 1966)
- 24 ottobre - Pasquale Cajano, attore italiano (n. 1921)
- 25 ottobre - Silvio Baccaglio, pittore e decoratore svizzero (n. 1905)
- 25 ottobre - Meme Bianchi, cantante italiana (n. 1907)
- 25 ottobre - Mochitsura Hashimoto, militare giapponese (n. 1909)
- 25 ottobre - Thomas Joseph King, biologo statunitense (n. 1921)
- 25 ottobre - Jeanne Lee, cantante e compositrice statunitense (n. 1939)
- 26 ottobre - Alberto Demiddi, canottiere argentino (n. 1944)
- 26 ottobre - Muriel Evans, attrice statunitense (n. 1910)
- 26 ottobre - Laila Kinnunen, cantante finlandese (n. 1939)
- 26 ottobre - Michael Rawson, mezzofondista britannico (n. 1934)
- 26 ottobre - Valentine Namio Sengebau, poeta palauano (n. 1939)
- 27 ottobre - Lída Baarová, attrice ceca (n. 1914)
- 27 ottobre - Walter Berry, basso-baritono austriaco (n. 1929)
- 28 ottobre - Décio Randazo Teixeira, calciatore brasiliano (n. 1941)
- 28 ottobre - Dave Latter, cestista statunitense (n. 1922)
- 28 ottobre - Pёtr Lucik, regista e sceneggiatore sovietico (n. 1960)
- 28 ottobre - Georges Poujouly, attore e doppiatore francese (n. 1940)
- 29 ottobre - Carlos Guastavino, compositore argentino (n. 1912)
- 29 ottobre - Generoso Simeone, politico italiano (n. 1944)
- 30 ottobre - Steve Allen, musicista, attore e personaggio televisivo statunitense (n. 1921)
- 30 ottobre - Giuseppe Cavagnero, calciatore italiano (n. 1924)
- 30 ottobre - Maurice Cullaz, giornalista francese (n. 1912)
- 30 ottobre - María Elena Galiano, aracnologa argentina (n. 1928)
- 30 ottobre - Henri Pichette, poeta e drammaturgo francese (n. 1924)
- 30 ottobre - Poul Rasmussen, calciatore danese (n. 1925)
- 30 ottobre - Giovanni Righi, calciatore italiano (n. 1915)
- 31 ottobre - Ikram Antaki, scrittrice messicana (n. 1948)
- 31 ottobre - Ring Lardner Jr., sceneggiatore, giornalista e scrittore statunitense (n. 1915)